# Oresbius romani
Oresbius romani är en stekelart som beskrevs av Sawoniewicz 1993. Oresbius romani ingår i släktet Oresbius och familjen brokparasitsteklar. Arten är reproducerande i Sverige. Inga underarter finns listade i Catalogue of Life.